# Амаури
Амаури Карвальо де Оливейра (на португалски: Amauri Carvalho de Oliveira, изговаря се по-близко до Амаури Карвалю джи Оливейра) е бразилски футболист с италианско гражданство, играещ като нападател в Парма, под наем от Ювентус.
Амаури е започва своята кариера в италианския Наполи през периода 2000 – 2001 г., но играе като преотстъпен на швейцарския клуб АК Белиндзона през 2000 г. През 2001 г. е продаден на ФК Парма, където прави два не много успешни сезона и заради това е преотстъпен на Пиаченца през януари 2001 г. В серия А, Амаури дебютира на 14 април в мач срещу Бари. В Италия той се е подвизавал още в Пиаченца, Месина, ФК Емполи и Киево. След успешния си престой в Киево, Амаури бива продаден на Палермо за 8 милиона евро. След като отбелязва 2 гола във вратата на Левски (София), Амаури става любимец на публиката в Киево. До декември 2006 има 8 гола в 19 мача, но за жалост получава травма в мач от серия А срещу Сиена. Тази контузия изкарва бразилеца за 7 месеца извън терените. Началото на сезон 2008/2009, Амаури е бил желан от отбори, като Милан и Ювентус, но бразилецът избира Ювентус най-вече поради факта, че иска да играе в Шампионската лига. За Бразилия Амаури няма нито един мач, но вече получи италианско гражданство и в най-скоро време очаква повиквателна от наставника на „Скуадра адзура“ — Марчело Липи. Предшественика на Липи — Донадони заявява, че Амаури може да бъде много полезен на „адзурите“.
На 31 януари 2010 г. преминава под наем в Парма.